# 83 Beatrix
83 Beatrix eller 1950 QV är en asteroid upptäckt 26 april 1865 av den italienska astronomen A. de Gasparis i Neapel. Asteroiden har fått sitt namn efter den italienska författaren Dantes ungdomskärlek Beatrice Portinari. Den är även uppkallad efter upptäckarens dotter, Beatrice.
Vid en ockultation av en stjärna 2001 kunde man i Florida göra observationer på tre olika platser vilket delvis avslöjar asteroidens form. Vid en av mätningarna flämtade ljuset från stjärnan till i samband med ockultationen. Om detta beror på en egenskap på stjärnan eller om man ska tolka det som att asteroiden har en måne eller om den har en oregelbunden form är inte klarlagt.